# Memorial Valenciaga

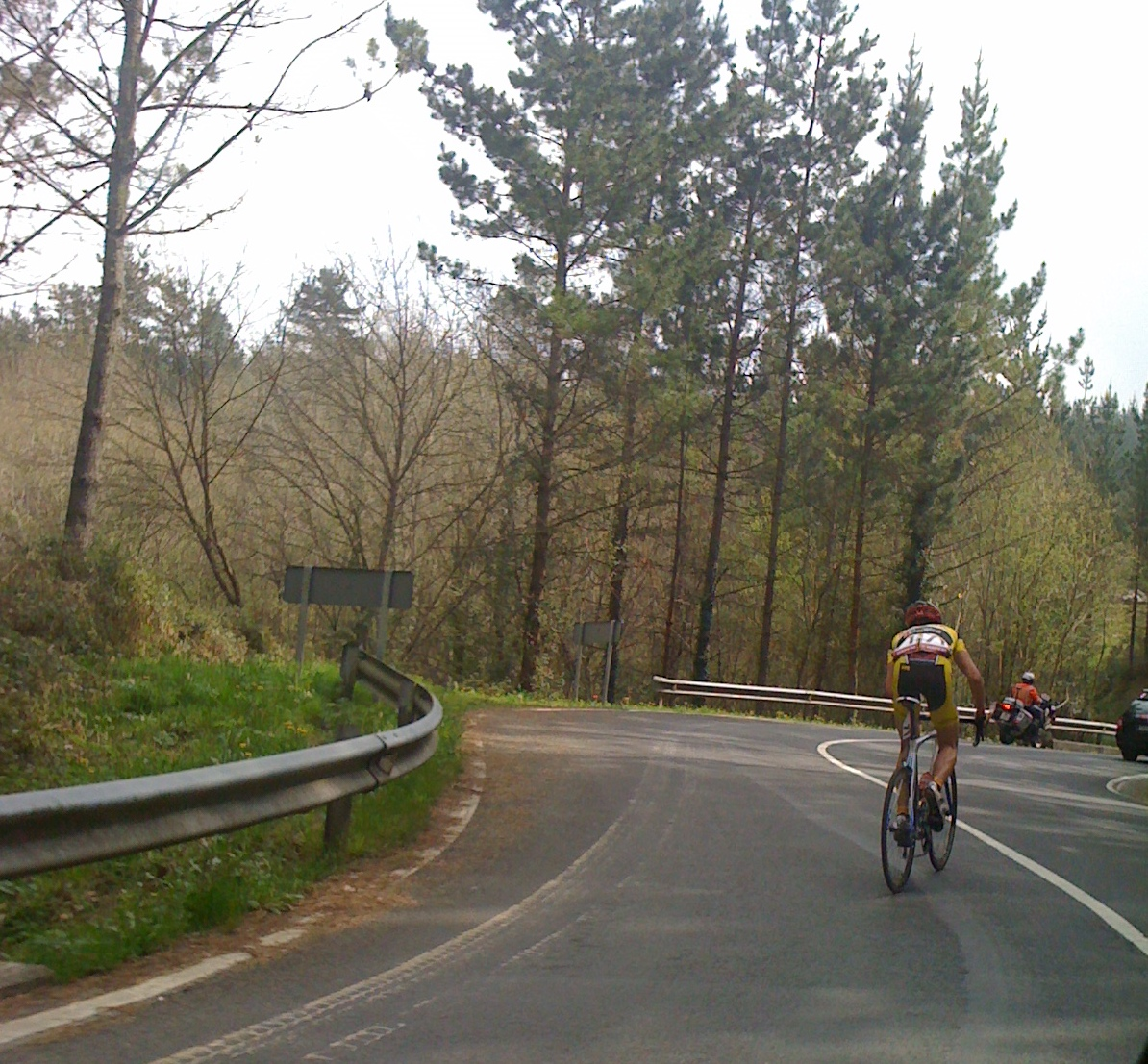
Eduard Prades en los últimos quilómetros del Memorial Valenciaga 2012.

El Memorial Valenciaga es una prueba ciclista española que se disputa en la municipio guipuzcoano de Éibar en el País Vasco. Es una prueba de carácter aficionado de 1 día de duración que discurre por el municipio eibarrés y sus vecinos. Se suele realizar en torno al mes de abril de cada año.
Bajo la organización del Club Ciclista Eibarrés se comenzó a disputar en el año 1972 y desde entonces se ha situado como una de las pruebas más prestigiosas del calendario amateur español siendo puntuable para la Copa de España. En su recorrido incluye puertos como el alto de Elgueta, Ixua o San Miguel. Entre sus ganadores, se encuentran ciclistas profesionales ilustres como Óscar Freire, Joaquim Rodríguez, Unai Osa, Mikel Nieve o Julián Gorospe entre otros.

## Palmarés
| Año  | Vencedor                                                                            | Segundo                  | Tercero                     |
| ---- | ----------------------------------------------------------------------------------- | ------------------------ | --------------------------- |
| 1972 | José Luis Viejo                                                                     |                          |                             |
| 1973 | Felipe Yáñez                                                                        |                          |                             |
| 1974 | Miguel Aguilera                                                                     |                          |                             |
| 1975 | Enrique Martínez Heredia                                                            |                          |                             |
| 1976 | Jesús Suárez Cuevas                                                                 |                          |                             |
| 1977 | Miguel Ángel Albéniz                                                                |                          |                             |
| 1978 | Jesús María Segura                                                                  |                          |                             |
| 1979 | José Maria Madrigal                                                                 |                          |                             |
| 1980 | Didier Paponneau                                                                    |                          |                             |
| 1981 | Julián Gorospe                                                                      |                          |                             |
| 1982 | Jokin Mujika                                                                        |                          |                             |
| 1983 | Jokin Mujika                                                                        |                          |                             |
| 1984 | Jesús Alonso                                                                        |                          |                             |
| 1985 | Javier Murguialday                                                                  |                          |                             |
| 1986 | Luis Maria Diaz De Otazu                                                            |                          |                             |
| 1987 | Ion Garmendia                                                                       |                          |                             |
| 1988 | Enrique Alonso                                                                      |                          |                             |
| 1989 | Antonio Miguel Díaz                                                                 |                          |                             |
| 1990 | Jesús García Real                                                                   |                          |                             |
| 1991 | Iñaki Aiarzaguena                                                                   |                          |                             |
| 1992 | Pedro Luis García                                                                   |                          |                             |
| 1993 | Antonio Vargas                                                                      |                          |                             |
| 1994 | José Luis Rubiera                                                                   |                          |                             |
| 1995 | Claus Michael Møller                                                                |                          |                             |
| 1996 | Unai Osa                                                                            |                          |                             |
| 1997 | Óscar Freire                                                                        | Pedro Horrillo           | Igor Astarloa               |
| 1998 | Pedro Díaz Lobato                                                                   |                          |                             |
| 1999 | Francisco José Lara                                                                 | Juan Antonio Flecha      | Iban Mayo                   |
| 2000 | Joaquim Rodríguez                                                                   | Manuel Calvente          | Carlos García Quesada       |
| 2001 | Jon Bru                                                                             | Manuel Calvente          | Lander Euba                 |
| 2002 | Dionisio Galparsoro                                                                 | Juan Diego Navamuel      | Francisco Gutiérrez Álvarez |
| 2003 | Ivan Uberuaga                                                                       | Mikel Elgezabal          |                             |
| 2004 | Jordi Riera                                                                         | Beñat Albizuri           | Iván Santos                 |
| 2005 | Víctor García                                                                       | Efraín Gutiérrez         | Francisco José Terciado     |
| 2006 | David Rodríguez                                                                     | David Belda              | Unai Elorriaga              |
| 2007 | Mikel Nieve                                                                         | Joaquín Novoa            | Jaume Rovira                |
| 2008 | David Belda                                                                         | Andrey Amador            | Ismael Esteban              |
| 2009 | Pedro Merino                                                                        | Jorge Martín Montenegro  | Francisco Javier Martínez   |
| 2010 | Víctor Cabedo                                                                       | Raúl Alarcón             | Javier Etxarri              |
| 2011 | Evgeny Shalunov                                                                     | José David Martínez      | Adrían Alvarado             |
| 2012 | Eduard Prades                                                                       | Airán Fernández          | Borja Abásolo               |
| 2013 | Airán Fernández                                                                     | Antonio Pedrero          | José Manuel Gutiérrez       |
| 2014 | Cristian Cañada                                                                     | Alberto Gallego          | Antton Ibarguren            |
| 2015 | Jaime Rosón                                                                         | Romain Campistrous       | Antonio Pedrero             |
| 2016 | José Manuel Díaz Gallego                                                            | Richard Carapaz          | Jaime Castrillo             |
| 2017 | Álvaro Cuadros                                                                      | Sergio Samitier          | Manuel Sola                 |
| 2018 | Anulado como consecuencia de un accidente quedándose la carrera sin servicio médico |                          |                             |
| 2019 | Íñigo Elosegui                                                                      | Diego Noriega            | Roger Adriá                 |
| 2020 | Jon Barrenetxea                                                                     | Miguel Ángel Ballesteros | Abner González              |
| 2021 | Pau Miquel                                                                          | Igor Arrieta             | Pablo Uría                  |
| 2022 | Pablo Castrillo                                                                     | Davide Piganzoli         | José Luis Faura             |
| 2023 | David Domínguez                                                                     | Iker Mintegi             | Jorge Gutiérrez             |
| 2024 | Lucas Towers                                                                        | Jan Castellón            | Álvaro Sagrado              |
| 2025 | César Pérez                                                                         | Martin Solhaug Hansen    | Jesse Maris                 |